# Доброленский, Юрий Павлович
Юрий Павлович Доброленский (15 [28] августа 1917, Судак — 4 ноября 1993, Москва) — учёный в области авиационной электротехники, автоматического управления и авиационной эргономики; генерал-майор авиации (1967), профессор, доктор технических наук, заслуженный деятель науки и техники РСФСР (1981).

## Биография
Родился (15) 28 августа в городе Судак Таврической губернии (Крым) в семье статского советника, директора гимназии П. П. Доброленского.
В 1931 году окончил с золотой медалью школу-семилетку в г. Павлово-на-Оке Нижегородской (Горьковской) области. После этого работал на заводе «Красное Сормово» (г. Горький), получил квалификацию слесаря 4-го разряда. Окончил рабфак. В 1937 году сдал на «отлично» вступительные экзамены в Московский энергетический институт, однако не был принят «по социальному происхождению». Был зачислен на энергетический факультет Уральского индустриального института (УИИ, г. Свердловск, ныне Уральский государственный технический университет им. Б. Н. Ельцина). К лету 1941 года окончил 4 курса УИИ, неоднократно поощрялся за отличную учёбу (Сталинский стипендиат).
Летом 1941 года мобилизован, сначала в артиллерийское училище, а в декабре 1941 года — в Военно-воздушную инженерную академию им. Н. Е. Жуковского (курс «Б»), находившуюся в это время в эвакуации в Свердловске. В академии в это время проходил интенсивный набор студентов старших курсов университетов и технических вузов в целях ускоренной подготовки инженеров для авиационных частей (курсы «А» и «Б»). В числе других слушателей факультета электроспецоборудования Ю. П. Доброленский проходил стажировку в действующей армии, в частях авиации дальнего действия. На вооружении этих частей состояли поставлявшиеся по ленд-лизу американские бомбардировщики B-25, имевшие сложное электрооборудование (к тому же все инструкции были на английском языке). Слушатели академии оказали существенную помощь инженерам строевых частей в работе с новой техникой, а в дипломных проектах слушателей нашли отражение идеи по усовершенствованию электрооборудования самолёта (в частности, в дипломном проекте Ю. П. Доброленского был разработан электропривод пулемётной турели). В 1943 г. вместе с вернувшийся из эвакуации академией Ю. П. Доброленский переехал в Москву. В ноябре 1944 года окончил с отличием факультет электроспецоборудования (присвоена квалификация «инженер-электрик ВВС» и воинское звание «старший лейтенант инженерно-технической службы») и поступил в адъюнктуру. Инженер-капитан (1945).
На факультете электроспецоборудования (в дальнейшем — электротехнический факультет) Ю. П. Доброленский оказался в числе учеников выдающегося русского учёного, академика В. С. Кулебакина — основоположника отечественной авиационной электроэнергетики, создателя крупной научной школы по электротехнике и электроэнергетике в академии им. Н. Е. Жуковского. Под руководством В. С. Кулебакина Ю. П. Доброленский защитил и дипломную, и диссертационную работу. После окончания адъюнктуры и защиты кандидатской диссертации (1948) — на преподавательской и научно-исследовательской работе в академии, доцент (1952). С 1954 г. заместитель начальника, с 1960 по 1964 г. — начальник кафедры авиационной электротехники. Воинские звания: инженер-майор (1948), инженер-подполковник (1953), инженер-полковник (1956).
Ю. П. Доброленский вёл большую преподавательскую работу по электротехнической подготовке авиаинженеров, а также продолжал активно заниматься научными исследованиями. От задач электромашинной автоматики авиационного вооружения, рассмотренных в кандидатской диссертации, он перешёл к более широкому кругу вопросов — разработке принципов телеуправления системами авиационного оборудования и вооружения, а в дальнейшем — к теории автоматического управления полётом. Многие важные результаты им были получены в содружестве с Г. С. Поспеловым — выдающимся учёным в области автоматического управления, впоследствии академиком РАН. Это направление в 1950-е годы было чрезвычайно актуальным, происходило становление (в первую очередь благодаря усилиям учёных академии — Г. С. Поспелова, А. А. Красовского и многих других) новой научной дисциплины — авиационной автоматики и телемеханики. В 1963 г. Ю. П. Доброленским в соавторстве с В. И. Ивановой и Г. С. Поспеловым был написан первый в нашей стране учебник по системам автоматического управления авиационным вооружением — «Автоматика управляемых снарядов».
В 1964 году Ю. П. Доброленский защитил докторскую диссертацию на тему «Динамика полёта самолёта с автопилотом в возмущённой атмосфере». В том же году он был назначен начальником электротехнического факультета (с 1973 г. — факультет авиационного оборудования) и возглавлял его более 20 лет (до 1985 г.). Профессор (1966), генерал-майор-инженер (1967, с 1984 после упразднения инженерных званий — генерал-майор авиации). За эти годы под его руководством и при его непосредственном участии произошло становление и развитие ряда новых дисциплин факультета, разработка и реализация планов подготовки инженеров по ряду новых специальностей. Так, в 1966 г. на факультете была создана кафедра электронной автоматики и телемеханики (первый начальник — Ю. А. Кочетков), в 1978 г. — кафедра автоматизированных систем управления ВВС (первый начальник — В. Г. Тарасов), в 1980 г. — кафедра оптико-электронных средств воздушной разведки (первый начальник — Б. И. Петрин). Совершенствовалась также подготовка по базовой специальности факультета — электротехнической. В 1974 году Ю. П. Доброленским с соавторами был написан учебник «Авиационная электротехника». На факультете прошли обучение и защитили дипломы и диссертации многие лётчики-космонавты СССР (в том числе первая женщина-космонавт В. В. Терешкова).
Научные же интересы самого Ю. П. Доброленского в 1960-е годы концентрируются на проблемах динамики полёта самолёта в турбулентной атмосфере и обеспечения безопасности полёта в этих условиях с помощью систем автоматического управления. Цель этих работ, проводившихся большим коллективом сотрудников академии, состояла в наилучшем согласовании характеристик технических устройств с возможностями лётчика (система «лётчик — самолёт»). Особенно широко эти исследования были развёрнуты в 1970-е годы совместно с Институтом авиационной и космической медицины (ныне Центр авиационно-космической медицины и военной эргономики). В результате многочисленных экспериментов с участием лётчиков были исследованы психологические аспекты деятельности лётчика (в том числе в особых случаях полёта и при автоматизации управления полётом), разработаны методы оценки самолётных систем отображения информации о параметрах полёта в связи с характерными ошибками лётчиков, и т. д. Результаты этих исследований опубликованы в книгах «Методы инженерно-психологических исследований в авиации» (1975), «Профессия — лётчик» (1985) и др. Работы, выполненные в этой области Ю. П. Доброленским с коллегами в 1970—1980-х годах (и продолженные в дальнейшем их учениками), стали фундаментальным вкладом в развитие инженерной психологии и авиационной эргономики.
Заслуженный деятель науки и техники РСФСР (1981).
С 1985 года в отставке, продолжал научную и преподавательскую деятельность в академии, работал профессором кафедры электрооборудования. Продолжал читать лекции по курсу «Авиационная электротехника», в 1987 г. под его редакцией вышел новый вариант учебника по этой дисциплине, а в 1989 г. — книга «Авиационное оборудование», в которой были систематически изложены принципы работы и устройство самолётных систем электроэнергетики, автоматики, управления, отображения информации и т.д. Эта книга и в настоящее время является одним из основных и наиболее цитируемых изданий по данной тематике.
В 1991 году уволился из академии и перешёл на работу в Институт авиационной и космической медицины. Работал над подготовкой энциклопедического справочника по авиационной эргономике и экологии (вышел в 1997 г.)
Умер 4 ноября 1993 года. Похоронен на Рублёвском кладбище в Москве.
Награждён 2 орденами Красной Звезды, орденом Трудового Красного Знамени, орденом Отечественной войны I степени, многими медалями.

## Основные сочинения
- Ю. П. Доброленский, В. И. Иванова,  Г. С. Поспелов. Автоматика управляемых снарядов / Под ред. д-ра техн. наук проф. Г. С. Поспелова. — Учебник для втузов. — Оборонгиз, 1963. — 548 с.
- Ю. П. Доброленский. Динамика полёта в неспокойной атмосфере. — М.: Машиностроение, 1969.
- Основы авиационной электротехники и электрических измерений / Под. ред. Нагорского В. Д.. — М.: Изд-во ВВИА им. Н. Е. Жуковского, 1970.
- Доброленский Ю. П., Нагорский В. Д., Широков Н. Г. Авиационная электротехника / Под. ред. Давидова П. Д.. — в 2 ч. — М.: Изд-во ВВИА им. Н. Е. Жуковского, 1974.
- Ю. П. Доброленский, Н. Д. Завалова,  В. А. Пономаренко, В. А. Туваев. Методы инженерно-психологических исследований в авиации / Под. ред.  Ю. П. Доброленского. — М.: Машиностроение, 1975. — 280 с.
- Пономаренко В. А., Лапа В. В. Профессия — лётчик. Психологические аспекты / Под. ред. Доброленского Ю. П.. — М.: Военное изд-во, 1985.
- Авиационная электротехника / Под. ред. Доброленского Ю. П.. — М.: Изд-во ВВИА им. Н. Е. Жуковского, 1987.
- Авиационное оборудование / Под. ред. Доброленского Ю. П.. — Серия «Боевая авиационная техника». — М.: Военное изд-во, 1989. — 248 с.
- Энциклопедический справочник по авиационной эргономике и экологии / Под. ред. Ступакова Г. П., Сыроватко В. Г., Балуева О. Т.. — М.: Изд-во Институт психологии РАН, 1997.